# Símbols de Cornellà del Terri
L'escut oficial de Cornellà del Terri (Pla de l'Estany) té el següent blasonament:
Escut caironat: de gules, un corn de caça d'or cordat de sable. Per timbre una corona mural de poble.
Va ser aprovat el 19 de maig del 1994 i publicat al DOGC el 6 de juny del mateix any amb el número 1905.

## Heràldica
El corn és el senyal parlant tradicional, al·lusiu al nom del poble. Està inspirat en un corn de caça utilitzat l'any 1729.

## Bandera
La bandera oficial de Cornellà del Terri és d'origen heràldic i té la següent descripció:
Bandera apaïsada de proporcions dos d'alt per tres de llarg, vermella, amb un corn de caça groc cordat de negre al centre amb l'embocadura al costat del vol, d'altura 4/6 i d'amplada 6/9 de les del drap.
Va ser aprovada el 2 de maig de 1995 i publicada al DOGC el 19 de maig del mateix any amb el número 2052.